# Selecció de futbol de Nova Zelanda sub-20
La selecció de futbol de Nova Zelanda sub-20 és l'equip nacional de futbol per a menors de vint anys de Nova Zelanda i és representada per la Federació de Futbol de Nova Zelanda. La selecció neozelandesa sub-20 ha participat en la Copa del Món de Futbol Sub-20 en dues ocasions, el 2007 i el 2011. L'equip és conegut com als «Junior All Whites», els «All Whites» sent l'àlies comú per a la selecció nacional neozelandesa.

## Resultats

### Copa del Món Sub-20
- 1977 — No participà
- 1979 a 2005 — No es classificà
- 2007 — Primera fase
- 2009 — No es classificà
- 2011 — Primera fase
- 2013 —

### Campionat Sub-20 de l'OFC
- 1974 — Subcampió
- 1978 — Tercer lloc
- 1980 — Campió
- 1982 — Subcampió
- 1985 — Tercer lloc
- 1987 — Tercer lloc
- 1988 — Subcampió
- 1990 — Subcampió
- 1992 — Campió
- 1994 — Subcampió
- 1996 — Subcampió
- 1998 — Tercer lloc
- 2001 — Subcampió
- 2003 — Primera fase
- 2005 — Primera fase
- 2007 — Campió
- 2008 — Tercer lloc
- 2011 — Campió
- 2013 — Campió
- 2015 —